# Wauldby
Wauldby – osada w Anglii, w hrabstwie East Riding of Yorkshire. Leży 14 km na zachód od miasta Hull i 251 km na północ od Londynu.